# ژان فرانسوا بدنیک
ژان فرانسوا بدنیک (انگلیسی: Jean-François Bedenik؛ زادهٔ ۲۰ نوامبر ۱۹۷۸) بازیکن فوتبال اهل فرانسه است.
از باشگاه‌هایی که در آن بازی کرده‌است می‌توان به باشگاه فوتبال یونیکوس، باشگاه فوتبال والنسین، باشگاه فوتبال لانس، و باشگاه فوتبال لو مان اشاره کرد.